# 中西賢次
中西 賢次（なかにし けんじ）は、日本の数学者。京都大学数理解析研究所教授。
専門は偏微分方程式。非線型波動方程式の理論化に多くの業績を上げた。大学院博士課程の指導教員は堤誉志雄。

## 人物
1996年3月東京大学理学部数学科卒業。東京大学大学院数理科学研究科に進学、博士課程在学中に日本数学会建部賢弘賞奨励賞を受賞。1999年9月博士課程を短縮修了、博士号を取得。2000年神戸大学理学部助手、2001年名古屋大学大学院多元数理科学研究科助教授を経て、2005年京都大学大学院理学研究科数学教室助教授、2008年同 准教授、2015年大阪大学大学院情報科学研究科教授、2017年京都大学数理解析研究所教授。非線型波動方程式の理論化に大きな業績をあげている。

## 職歴
- 2000年 神戸大学理学部助手
- 2001年 名古屋大学大学院多元数理科学研究科助教授
- 2005年 京都大学大学院理学研究科助教授
- 2008年 同 准教授
- 2015年 大阪大学大学院情報科学研究科教授
- 2017年 京都大学数理解析研究所教授

## 業績
- 空間１次元と２次元の非線形 Klein-Gordon 方程式と Schrödinger 方程式に対するエネルギー散乱理論の構成
- Maxwell-Dirac 方程式の初期値問題に対するエネルギー空間における弱解の存在と一意性の解決
- 相対論的波動方程式の光速を無限大にしたときの非相対論的極限移行の際に生じる特異性分類の完成

## 顕彰・招待講演
- 1999年 建部賢弘賞（奨励賞） 日本数学会
- 2005年 解析学賞 日本数学会
- 2007年 日本数学会春季賞
- 2012年 日本学術振興会賞
- 2020年 井上学術賞
- 2022年 ICM 2022 Virtual 招待講演者[3]